# Crassostrea nippona
Crassostrea nippona is een tweekleppigensoort uit de familie van de Ostreidae. De wetenschappelijke naam van de soort is voor het eerst geldig gepubliceerd in 1934 door Seki.